# Dursley
Dursley ist eine Gemeinde in der Grafschaft Gloucestershire in England. Der Ort liegt am Fuß der Nordostflanke des Stinchcombe Hill, der zum Hügelzug der Cotswolds gehört, etwa 6 km südöstlich des Flusses Severn. Dursley teilt viele Einrichtungen mit der angrenzenden Gemeinde Cam (kombinierte Einwohnerzahl ca. 12.000).
Dursley liegt am Rand der Cotswolds, die an dieser Stelle gegen das Severn Vale und den Fluss Severn abfallen. Der Ort liegt in ländlicher Umgebung am Fluss Cam. Der Langstreckenwanderweg Cotswold Way führt durch Dursley.

## Geschichte
Das Gebiet von Dursley ist seit der Jungsteinzeit besiedelt. In Uley Bury im nahegelegenen Dorf Uley existieren Überreste eines eisenzeitlichen Forts, das auf ca. 300 v. Chr. datiert. Römische Ruinen finden sich in den Nachbarorten Frocester, Woodchester und Calcot Manor. Die Ruinen eines römischen Badehauses wurden ebenfalls in Cam, in der Nähe des Bahnhofs, gefunden.
1153 errichtete Roger de Berkley in Dursley eine Burg, die allerdings nicht erhalten ist. Die Kirche St. James the Great stammt ursprünglich aus dem 13. Jahrhundert, das heute zu sehende Gebäude wurde allerdings vorwiegend im 14. und 15. Jahrhundert erstellt. Der ursprüngliche Kirchturm kollabierte im Januar 1699 beim Glockenläuten, was einige Tote zur Folge hatte. Der heutige Turm stammt aus dem Jahr 1709 und wurde von Thomas Sumsion erbaut.

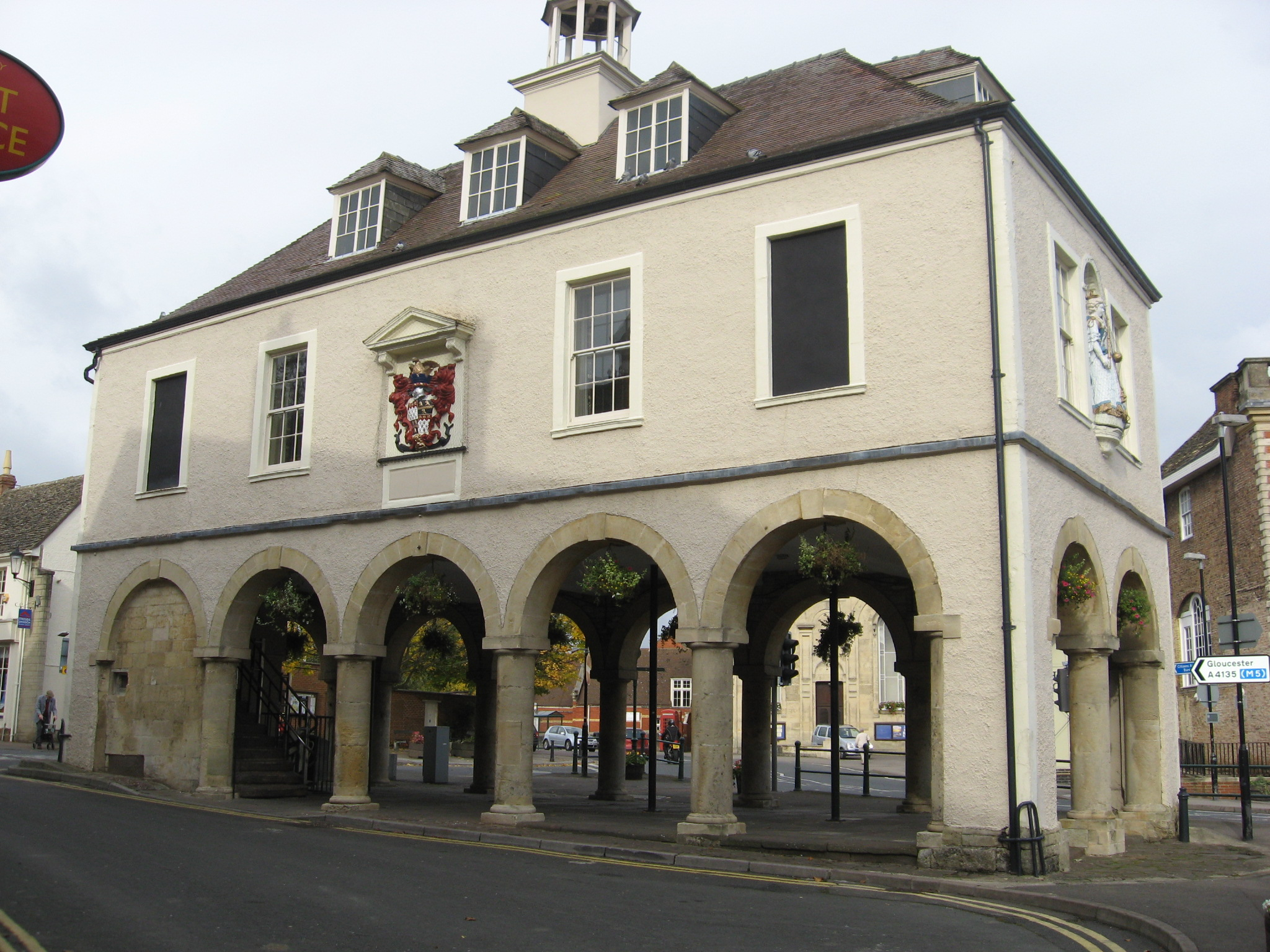
Dursley Market House

Dursley war seit dem 18. Jahrhundert ein wichtiger Marktort, der Bauern und Händler aus dem weiteren Umkreis anlockte. Das mit Säulen verzierte Markthaus mit einer Statue von Königin Anne datiert von 1738.
1856 wurde Dursley über die Dursley and Midland Junction Railway an das Schienennetz angeschlossen. Die Station lag an einer Nebenlinie der Bahnlinie Bristol – Gloucester. Dieser Anschluss wurde 1968 stillgelegt. 1994 wurde an der Stelle der ehemaligen Abzweigung ein neuer Bahnhof eröffnet.
Dursley erlangte 1471 den Borough-Status, verlor diesen aber 1886 wieder. Von 1886 bis 1974 war es das Zentrum des Wahlbezirks Dursley Rural District. 1974 wurde Dursley in den Wahlbezirk Stroud eingegliedert.

## Persönlichkeiten
- Mikael Pedersen von Dursley-Pedersen erfand im 19. Jahrhundert in Dursley das Pedersen-Fahrrad.[3]
- Joanne K. Rowling, die in der Nähe von Dursley aufwuchs, benannte in ihrer Harry-Potter-Buchreihe die Familie Dursley nach dem Ort.[4]
- George Augustus Graham